# Arquidiocese de Vaduz
A Arquidiocese de Vaduz (Archidiœcesis Vadutiensis) é uma circunscrição eclesiástica da Igreja Católica situada em Vaduz, Liechtenstein. Atualmente está vacante. Sua Sé é a Catedral de São Floriano de Vaduz.
Possui 10 paróquias servidas por 33 padres, contando com 37622 habitantes, com 73,4% da população jurisdicionada batizada.

## História
A Arquidiocese foi erigida em 2 de dezembro de 1997 pela bula Ad satius consulendum do Papa João Paulo II, recebendo o território da diocese de Coira.

## Prelados
| #                        | Nome          | Período    | Notas              |
| Arcebispos               | Arcebispos    | Arcebispos | Arcebispos         |
| ------------------------ | ------------- | ---------- | ------------------ |
| 1º                       | Wolfgang Haas | 1997-2023  | Arcebispo emérito  |
| Administrador apostólico |               |            |                    |
|                          | Benno Elbs    | 2023-      | Bispo de Feldkirch |